# Frans II Jozef van Lotharingen
Frans II Jozef Anton van Lotharingen (Innsbruck, 8 december 1689 – Lunéville, 25 juli 1715), de jongste zoon van hertog Karel V van Lotharingen en aartshertogin Eleonora van Oostenrijk, was vorst-abt van het abdijvorstendom Stavelot-Malmedy.

## Leven
In 1704 werd Frans Jozef aangesteld als prins-abt van het abdijvorstendom Stavelot-Malmedy. Daar zijn broer Karel Jozef niet in drie hoogstiften tegelijk bisschop kon zijn en Frans Jozef niet op tijd als hulpbisschop in Olmütz was aangesteld, ging het bisdom Olmütz in 1711 voor het huis Lotharingen verloren.